# Jhansi
Jhansi (en hindi: झांसी, en marathi: झाशी) es una ciudad del estado de Uttar Pradesh en el norte de la India. Jhansi cuenta con poco más de 500,000 habitantes y es un importante cruce de carreteras y ferrocarril, y es sede de un distrito administrativo. Originalmente era una ciudad amurrallada que creció en torno a una estratégica fortaleza que hasta hoy corona un peñasco de la ciudad. 

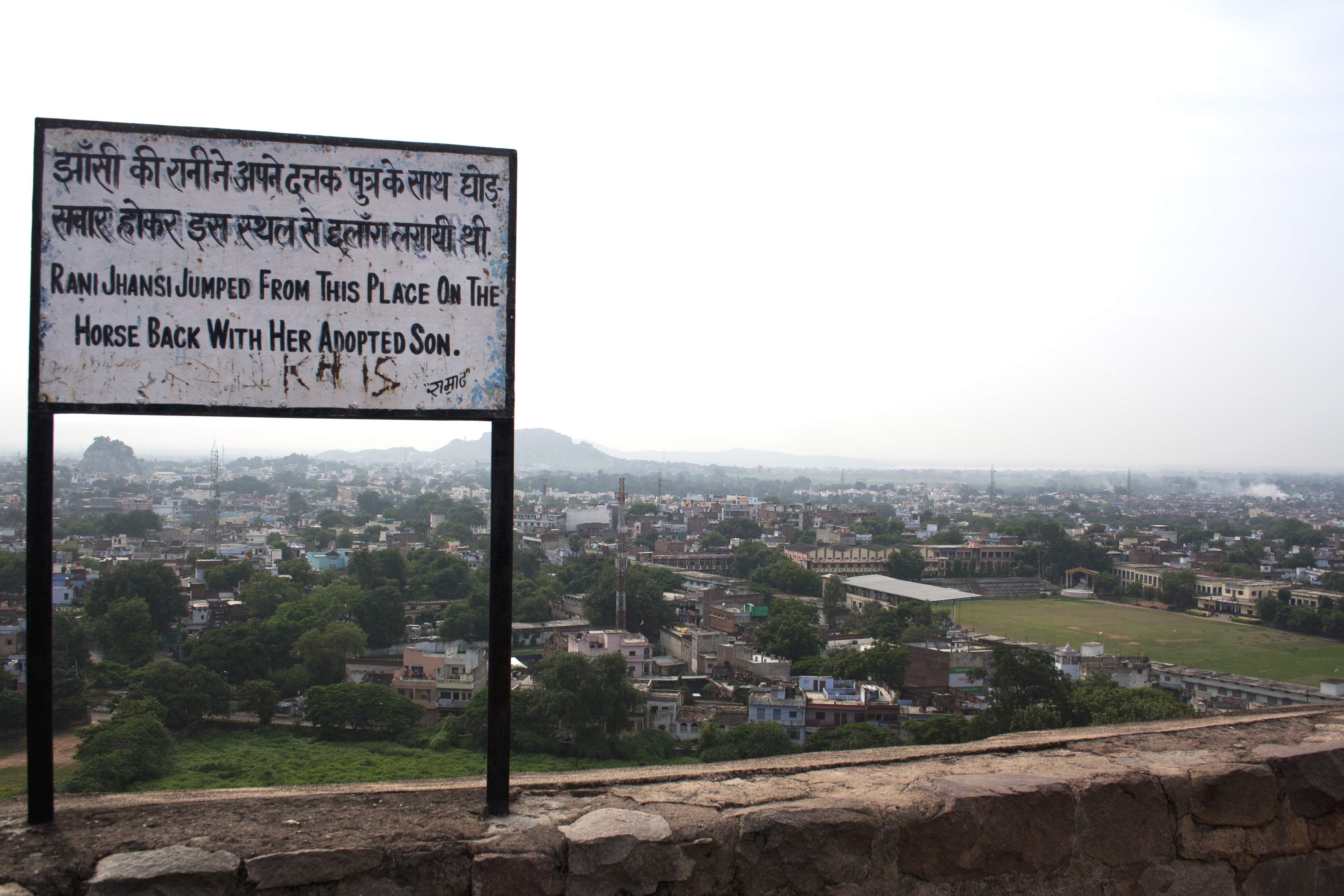
Fortaleza

La fortaleza de Jhansi, que dio origen a la urbe, fue construida en 1613 por el rey de Orchha. Años después las tropas del Imperio mogol lanzaron incursiones sobre la región hasta que en 1732 el soberano local Maharaja Chhatrasal pidió ayuda a la Confederación Maratha. Los marathas se asentaron en la zona a la muerte del mahrajá y desarrollaron Jhansi propiamente dicha con habitantes del reino de Orchha. En 1806 los británicos entraron en la ciudad y en 1817 la integraron con el resto de sus posesiones del Bundelkhand. En 1853 el mahrajá de Jhansi murió sin hijos y su territorio fue anexado a la Compañía Británica de las Indias Orientales. Jhansi fue importante centro de revuelta en la rebelión de 1857, liderada en la zona por Rani Lakshmibai, la viuda del rajá desposeída por los británicos.
Jhansi fue agregada al estado de Uttar Pradesh tras la independencia de la India en 1947. La ciudad de Jhansi se halla a 284 metros sobre el nivel del mar y tiene climas extremos tanto en verano como en invierno.